# Saison 2018-2019 du Werder Brême
Maillots
Dernière mise à jour : 11 octobre 2018.
Chronologie
Saison précédente Saison suivante
La saison 2018-2019 est la 38e saison du Werder Brême consécutive en Bundesliga.

## Transferts

### Transferts estivaux
| Nom                 | Nationalité | Poste     | Transfert                     | Provenance/Destination | Division           |
| ------------------- | ----------- | --------- | ----------------------------- | ---------------------- | ------------------ |
| Arrivées            |             |           |                               |                        |                    |
| Davy Klaassen       | Pays-Bas    | Milieu    | Transfert (13,5 M€)           | Everton FC             | Premier League     |
| Yuya Osako          | Japon       | Attaquant | Transfert (4,5 M€)            | FC Cologne             | 2.Bundesliga       |
| Felix Beijmo        | Suède       | Défenseur | Transfert (3 M€)              | Djurgårdens IF         | Allsvenskan        |
| Martin Harnik       | Autriche    | Attaquant | Transfert (2,25 M€)           | Hanovre 96             | Bundesliga         |
| Nuri Şahin          | Turquie     | Milieu    | Transfert (1 M€)              | Borussia Dortmund      | Bundesliga         |
| Stéfanos Kapíno     | Grèce       | Gardien   | Transfert (300 k€)            | Nottingham Forest FC   | Championship       |
| Jan-Niklas Beste    | Allemagne   | Défenseur | Transfert (250 k€)            | Borussia Dortmund      | Bundesliga         |
| Claudio Pizarro     | Pérou       | Attaquant | Transfert                     | FC Cologne             | 2.Bundesliga       |
| Kevin Möhwald       | Allemagne   | Milieu    | Transfert                     | FC Nuremberg           | Bundesliga         |
| Josh Sargent        | États-Unis  | Attaquant | Premier contrat professionnel | Werder Brême II        |                    |
| Thore Jacobsen      | Allemagne   | Défenseur | Premier contrat professionnel | Werder Brême II        |                    |
| Luca Plogmann       | Allemagne   | Gardien   | Premier contrat professionnel | Werder Brême U19       |                    |
| Jean-Manuel Mbom    | Allemagne   | Milieu    | Premier contrat professionnel | Werder Brême U19       |                    |
| Fallou Diagne       | Sénégal     | Défenseur | Retour de prêt                | FC Metz                | Ligue 1            |
| Lennart Thy         | Allemagne   | Attaquant | Retour de prêt                | VVV Venlo              | Eredivisie         |
| Ulisses Garcia      | Suisse      | Défenseur | Retour de prêt                | FC Nuremberg           | Bundesliga         |
| László Kleinheisler | Hongrie     | Milieu    | Retour de prêt                | FK Astana              | Premier Liga       |
| Sambou Yatabaré     | Mali        | Milieu    | Retour de prêt                | Royal Antwerp FC       | Jupiler Pro League |
| Leon Guwara         | Allemagne   | Défenseur | Retour de prêt                | FC Kaiserslautern      | 3.Liga             |
| Thanos Petsos       | Grèce       | Milieu    | Retour de prêt                | Rapid Vienne           | Bundesliga         |
| Départs             |             |           |                               |                        |                    |
| Thomas Delaney      | Danemark    | Milieu    | Transfert (20 M€)             | Borussia Dortmund      | Bundesliga         |
| Jérôme Gondorf      | Allemagne   | Milieu    | Transfert (1,3 M€)            | SC Fribourg            | Bundesliga         |
| Ulisses Garcia      | Suisse      | Défenseur | Transfert (800 k€)            | BSC Young Boys         | Super League       |
| László Kleinheisler | Hongrie     | Milieu    | Transfert (750 k€)            | FK Astana              | Premier Liga       |
| Leon Guwara         | Allemagne   | Défenseur | Transfert (800 k€)            | FC Utrecht             | Eredivisie         |
| Sambou Yatabaré     | Mali        | Milieu    | Transfert (200 k€)            | Royal Antwerp FC       | Jupiler Pro League |
| Fallou Diagne       | Sénégal     | Défenseur | Fin de contrat                | Konyaspor              | Süper Lig          |
| Zlatko Junuzović    | Autriche    | Milieu    | Fin de contrat                | RB Salzbourg           | Bundesliga         |
| Justin Eilers       | Allemagne   | Attaquant | Fin de contrat                | Apollon Smyrnis        | Super League       |
| Lennart Thy         | Allemagne   | Attaquant | Fin de contrat                | BB Erzurumspor         | Süper Lig          |
| Robert Bauer        | Allemagne   | Défenseur | Prêt                          | FC Nuremberg           | Bundesliga         |
| Niklas Schmidt      | Allemagne   | Milieu    | Prêt                          | SV Wehen Wiesbaden     | 3.Liga             |
| Zhang Yining        | Chine       | Attaquant | Fin de prêt                   | West Bromwich Albion   | Premier League     |
| Ishak Belfodil      | Algérie     | Attaquant | Fin de prêt                   | Standard de Liège      | Jupiler Pro League |

### Transferts hivernaux
| Nom             | Nationalité | Poste   | Transfert        | Provenance/Destination | Division     |
| --------------- | ----------- | ------- | ---------------- | ---------------------- | ------------ |
| Arrivées        |             |         |                  |                        |              |
| Romano Schmid   | Autriche    | Milieu  | Transfert (1 M€) | RB Salzbourg           | Bundesliga   |
| Départs         |             |         |                  |                        |              |
| Ole Käuper      | Allemagne   | Milieu  | Prêt             | FC Erzgebirge Aue      | 2.Bundesliga |
| Jaroslav Drobný | Tchèque     | Gardien | Transfert        | Fortuna Düsseldorf     | Bundesliga   |
| Florian Kainz   | Autriche    | Milieu  | Transfert        | FC Cologne             | 2.Bundesliga |

## Compétitions
| Huitième 53 points | Deuxième tour |
| 14V 11N 9D         | 2V 0N 0D      |
| TOTAL: 16V 11N 9D  |               |

### Championnat

#### Classement
| Rang | Équipe               | Pts | J  | G  | N  | P  | Bp | Bc | Diff | Qualification ou relégation                                              |
| ---- | -------------------- | --- | -- | -- | -- | -- | -- | -- | ---- | ------------------------------------------------------------------------ |
| 6    | VfL Wolfsburg        | 55  | 34 | 16 | 7  | 11 | 62 | 50 | +12  | Qualification pour la phase de groupes de la Ligue Europa                |
| 7    | Eintracht Francfort  | 54  | 34 | 15 | 9  | 10 | 60 | 48 | +12  | Qualification pour le troisième tour de qualification de la Ligue Europa |
| 8    | Werder Brême         | 53  | 34 | 14 | 11 | 9  | 58 | 49 | +9   |                                                                          |
| 9    | Hoffenheim           | 51  | 34 | 13 | 12 | 9  | 70 | 52 | +18  |                                                                          |
| 10   | Fortuna Düsseldorf P | 44  | 34 | 13 | 5  | 16 | 49 | 65 | −16  |                                                                          |

#### Évolution du classement et des résultats
| Journée  | 1  | 2  | 3  | 4  | 5  | 6  | 7  | 8  | 9  | 10 | 11 | 12 | 13 | 14 | 15 | 16 | 17  | 18 | 19  | 20  | 21  | 22  | 23 | 24  | 25 | 26 | 27 | 28 | 29 | 30 | 31 | 32 | 33 | 34 | Journées en tête |
| -------- | -- | -- | -- | -- | -- | -- | -- | -- | -- | -- | -- | -- | -- | -- | -- | -- | --- | -- | --- | --- | --- | --- | -- | --- | -- | -- | -- | -- | -- | -- | -- | -- | -- | -- | ---------------- |
| Résultat | N  | V  | N  | V  | V  | D  | V  | V  | D  | D  | D  | N  | D  | V  | D  | N  | D   | V  | N   | N   | V   | N   | N  | N   | V  | V  | V  | N  | V  | D  | D  | N  | V  | V  | —                |
| Rang     | 9e | 6e | 7e | 4e | 3e | 5e | 4e | 3e | 4e | 6e | 7e | 7e | 9e | 8e | 9e | 9e | 10e | 9e | 11e | 10e | 10e | 10e | 9e | 10e | 9e | 8e | 6e | 8e | 7e | 8e | 9e | 9e | 9e | 8e | 0                |

## Joueurs et encadrement technique

### Effectif professionnel
Le tableau suivant liste l'effectif professionnel du Werder Brême pour la saison 2018-2019.

## Statistiques

### Statistiques collectives
| Compétition       | Débute au tour | Termine  | Matches joués | Gagnés | Nuls | Perdus | Buts pour | Buts contre | Différence |
| ----------------- | -------------- | -------- | ------------- | ------ | ---- | ------ | --------- | ----------- | ---------- |
| Bundesliga        | -              | Huitième | 34            | 14     | 11   | 9      | 58        | 49          | +9         |
| Coupe d'Allemagne | Premier tour   | -        | 2             | 2      | 0    | 0      | 11        | 2           | +9         |
| Total             | -              | -        | 36            | 16     | 11   | 9      | 69        | 51          | +18        |

### Statistiques individuelles
(Mis à jour le 25 décembre 2018)
| Numéro | Nat. | Nom            | Championnat | Championnat | Championnat    | Championnat | Championnat  | Coupe d'Allemagne | Coupe d'Allemagne | Coupe d'Allemagne | Coupe d'Allemagne | Coupe d'Allemagne | Total | Total       | Total          | Total  | Total        |
| Numéro | Nat. | Nom            | M.j.        | But inscrit | Passe décisive | Averti      | Carton rouge | M.j.              | But inscrit       | Passe décisive    | Averti            | Carton rouge      | M.j.  | But inscrit | Passe décisive | Averti | Carton rouge |
| ------ | ---- | -------------- | ----------- | ----------- | -------------- | ----------- | ------------ | ----------------- | ----------------- | ----------------- | ----------------- | ----------------- | ----- | ----------- | -------------- | ------ | ------------ |
| 1      |      | Pavlenka       | 17          | 0           | 0              | 1           | 0            | 2                 | 0                 | 0                 | 0                 | 0                 | 19    | 0           | 0              | 1      | 0            |
| 4      |      | Pizarro        | 14          | 2           | 2              | 0           | 0            | 2                 | 1                 | 0                 | 0                 | 0                 | 16    | 3           | 2              | 0      | 0            |
| 5      |      | Augustinsson   | 17          | 1           | 3              | 0           | 0            | 1                 | 1                 | 1                 | 0                 | 0                 | 19    | 1           | 4              | 0      | 0            |
| 6      |      | Möhwald        | 9           | 1           | 0              | 1           | 0            | 1                 | 0                 | 0                 | 0                 | 0                 | 10    | 1           | 0              | 1      | 0            |
| 7      |      | Kainz          | 8           | 0           | 1              | 2           | 0            | 2                 | 2                 | 2                 | 0                 | 0                 | 10    | 2           | 3              | 2      | 0            |
| 8      |      | Osako          | 14          | 2           | 1              | 1           | 0            | 1                 | 1                 | 0                 | 0                 | 0                 | 15    | 3           | 1              | 1      | 0            |
| 9      |      | Harnik         | 10          | 2           | 0              | 2           | 0            | 1                 | 2                 | 0                 | 0                 | 0                 | 11    | 4           | 0              | 2      | 0            |
| 10     |      | Kruse          | 17          | 4           | 4              | 0           | 0            | 1                 | 1                 | 2                 | 0                 | 0                 | 18    | 5           | 6              | 0      | 0            |
| 11     |      | Rashica        | 10          | 0           | 1              | 1           | 0            | 1                 | 0                 | 0                 | 0                 | 0                 | 11    | 0           | 1              | 1      | 0            |
| 13     |      | Veljkovic      | 13          | 1           | 0              | 4           | 1            | 2                 | 0                 | 0                 | 0                 | 0                 | 15    | 1           | 0              | 4      | 1            |
| 14     |      | Käuper         | 0           | 0           | 0              | 0           | 0            | 1                 | 0                 | 0                 | 0                 | 0                 | 1     | 0           | 0              | 0      | 0            |
| 15     |      | Langkamp       | 8           | 0           | 0              | 2           | 0            | 0                 | 0                 | 0                 | 0                 | 0                 | 8     | 0           | 0              | 2      | 0            |
| 17     |      | Şahin          | 9           | 1           | 1              | 4           | 0            | 1                 | 0                 | 0                 | 0                 | 0                 | 10    | 1           | 1              | 4      | 0            |
| 18     |      | Moisander      | 14          | 0           | 0              | 4           | 1            | 1                 | 0                 | 0                 | 0                 | 0                 | 15    | 0           | 0              | 4      | 1            |
| 19     |      | Sargent        | 3           | 2           | 0              | 1           | 0            | 0                 | 0                 | 0                 | 0                 | 0                 | 3     | 2           | 0              | 1      | 0            |
| 23     |      | Gebre Selassie | 17          | 2           | 2              | 1           | 0            | 2                 | 0                 | 2                 | 0                 | 0                 | 19    | 2           | 4              | 1      | 0            |
| 24     |      | J.Eggestein    | 11          | 1           | 1              | 0           | 0            | 2                 | 1                 | 0                 | 0                 | 0                 | 13    | 2           | 1              | 0      | 0            |
| 30     |      | Klaassen       | 17          | 2           | 2              | 2           | 0            | 2                 | 1                 | 0                 | 0                 | 0                 | 19    | 3           | 2              | 2      | 0            |
| 32     |      | Friedl         | 3           | 0           | 0              | 1           | 0            | 1                 | 0                 | 0                 | 0                 | 0                 | 4     | 0           | 0              | 1      | 0            |
| 35     |      | M.Eggestein    | 17          | 4           | 0              | 1           | 0            | 2                 | 1                 | 1                 | 0                 | 0                 | 19    | 5           | 1              | 1      | 0            |
| 40     |      | Plogmann       | 1           | 0           | 0              | 0           | 0            | 0                 | 0                 | 0                 | 0                 | 0                 | 1     | 0           | 0              | 0      | 0            |
| 44     |      | Bargfrede      | 9           | 0           | 0              | 4           | 0            | 1                 | 1                 | 0                 | 1                 | 0                 | 10    | 1           | 0              | 5      | 0            |